# Manchild (песня Сабрины Карпентер)
«Manchild»  — песня американской певицы и автора-исполнителя Сабрины Карпентер. Она была выпущена 5 июня 2025 года на лейбле Island Records как ведущий сингл из ее грядущего седьмого студийного альбома Man’s Best Friend (2025). Карпентер написала песню совместно с Джеком Антоноффом и Эми Аллен, а продюсерами выступили Карпентер и Антонофф. Сопутствующий музыкальный клип был выпущен 6 июня.
Песня была описана как поп- и синти-поп-трек с влиянием кантри и энергией, напоминающей диско. В лирическом плане песня с юмором критикует незрелого бывшего бойфренда под бодрящие мелодии.
«Manchild» возглавил чарты в США (второй чарттоппер Карпентер), Ирландии и Великобритании (став четвертым синглом Карпентер, занявшим первое место в обеих странах), вошел в первую десятку чартов Австралии и Новой Зеландии, а также в первую двадцатку чартов Австрии, Германии, Нидерландов, Норвегии и Швеции.

## Релиз и продвижение
2 июня 2025 года Карпентер поделилась загадочным постом в Instagram, намекающим на выход новой музыки. Певица выпустила тизерное видео, в котором она стоит на обочине дороги в костюме Daisy Dukes в мини-шортах и ждёт грузовик, чтобы отвезти её домой. В конце беззвучного клипа слышно, как она говорит «oh boy». В тот же день по всей территории США появились рекламные щиты с упоминанием нового проекта. На щитах были изображены различные строчки из предстоящей песни.

## Композиция
Песня «Manchild» была описана как трек с влиянием кантри, поп-музыки и синти-попа с «энергией диско». Многие издания сравнивали песню с синглом Карпентер 2024 года «Please Please Please». В песне рассказывается о жалком бывшем парне, которого Карпентер «комично выставляет» и оскорбляет его интеллект. На протяжении всей песни певица бросает «оскорбления поверх сладкой и бодрой мелодии», произнося «увядающие куплеты».

## Награды и номинации
| Организация            | Год  | Категория           | Результат | Ссылка |
| ---------------------- | ---- | ------------------- | --------- | ------ |
| MTV Video Music Awards | 2025 | Video of the Year   | Ожидается | [ 16 ] |
| MTV Video Music Awards | 2025 | Best Pop Video      | Ожидается | [ 16 ] |
| MTV Video Music Awards | 2025 | Best Direction      | Ожидается | [ 16 ] |
| MTV Video Music Awards | 2025 | Best Editing        | Ожидается | [ 16 ] |
| MTV Video Music Awards | 2025 | Best Visual Effects | Ожидается | [ 16 ] |

## Музыкальное видео
Музыкальный клип, снятый Ванией Хейманн и Галом Маггиа, был выпущен 6 июня 2025 года. Видео, вдохновленное динамичным монтажом трейлеров к фильмам, изображает Карпентер, путешествующей автостопом по американскому Западу с «разнообразной группой мужчин» (некоторые из которых используют странные средства передвижения, такие как гидроцикл, тележка для покупок, прикреплённая к мотоциклу, и моторизованное кресло-реклайнер) и попадающей в безумные и опасные ситуации (например, размахивание дробовиком, падение со скалы и встреча с косаткой). На протяжении всего видео приключения Карпентер с мужчинами становятся все более сюрреалистичными, комичными и хаотичными.

## Концертные исполнения
Дебют «Manchild» в концертном исполнении состоялся на фестивале Primavera Sound 2025 6 июня 2025 года.

## Коммерческий успех
Сингл дебютировал на первом месте в Billboard Hot 100, став вторым чарттоппером Карпентер после «Please Please Please», и четвёртым хитом в топ-10 с учётом «Espresso» (№ 3) и «Taste» (№ 2).
«Manchild» возглавил чарт UK Singles Chart в Великобритании, став четвертым синглом Карпентер, занявшим первое место в этой стране после «Espresso», «Please Please Please» и «Taste».

## Чарты

### Еженедельные чарты
| Чарт (2025)                               | Высшая позиция |
| ----------------------------------------- | -------------- |
| Аргентина (Anglo, Monitor Latino)         | 3              |
| Аргентина (Anglo Airplay, Monitor Latino) | 1              |
| Австралия (ARIA)                          | 2              |
| Австрия (Ö3 Austria Top 40)               | 19             |
| Бельгия/Фландрия (Ultratop 50)            | 15             |
| Бельгия/Валлония (Ultratop 50)            | 48             |
| Бразилия (Billboard Brasil Hot 100)       | 38             |
| Канада (Billboard Canadian Hot 100)       | 2              |
| Чехия (Singles Digitál Top 100)           | 64             |
| Дания (Tracklisten)                       | 21             |
| Эстония (TopHit)                          | 8              |
| Финляндия (Suomen virallinen lista)       | 37             |
| Франция (SNEP)                            | 87             |
| Германия (GfK)                            | 17             |
| Мир (Billboard Global 200)                | 2              |
| Испания (Tónlistinn)                      | 21             |
| Ирландия (IRMA)                           | 1              |
| Япония (Billboard Japan)                  | 19             |
| Литва (AGATA)                             | 33             |
| Нидерланды (Dutch Top 40)                 | 19             |
| Нидерланды (Single Top 100)               | 16             |
| Новая Зеландия (Recorded Music NZ)        | 2              |
| Норвегия (VG-lista)                       | 12             |
| Республика Корея (Circle BGM Chart)       | 114            |
| Республика Корея (Circle Download Chart)  | 139            |
| Швеция (Sverigetopplistan)                | 13             |
| Великобритания (OCC UK Singles)           | 1              |
| США (Billboard Hot 100) ·                 | 1              |
| США (Billboard Adult Contemporary)        | 19             |
| США (Billboard Adult Pop Airplay)         | 9              |
| США (Billboard Dance/Mix Show Airplay)    | 23             |
| США (Billboard Pop Airplay)               | 3              |

## Сертификации
| Регион                                                                      | Сертификация | Продажи |
| --------------------------------------------------------------------------- | ------------ | ------- |
| Австралия (ARIA)                                                            | Золотой      | 35 000  |
| Великобритания (BPI)                                                        | Серебряный   | 200 000 |
| Данные о продажах + прослушиваниях приведены только на основе сертификации. |              |         |